# Zalesice (województwo śląskie)
Zalesice – wieś w Polsce położona w województwie śląskim, w powiecie częstochowskim, w gminie Przyrów.
W latach 1975–1998 miejscowość należała administracyjnie do województwa częstochowskiego.